# 吉原手引草
『吉原手引草』（よしわらてびきぐさ）は、松井今朝子による日本の小説。第137回直木賞受賞作。
2007年3月、幻冬舎より刊行された。2009年4月、幻冬舎文庫として文庫化された。2011年3月30日、電子書籍版が幻冬舎より発売。
主人公の台詞や地の文は一切なく、主人公の対話相手の言葉のみが綴られる形式。
2018年8月26日、オーディオブック化されAudibleより大森ゆきと三好翼による朗読が配信。

## あらすじ
名妓と謳われた遊女・葛城。身請けも決まり、幸福の絶頂にいたはずの葛城が突然失踪する。
彼女の失踪の謎を突き止めるために、一人の男が当時の関係者たちに話を聞いて回る。
- 引手茶屋　桔梗屋内儀　お延の弁
- 舞鶴屋見世番　虎吉の弁
- 舞鶴屋番頭　源六の弁
- 舞鶴屋抱え番頭新造　袖菊の弁
- 伊丹屋繁斎の弁
- 信濃屋茂兵衛の弁
- 舞鶴屋遣手　お辰の弁
- 仙禽楼　舞鶴屋庄右衛門の弁
- 舞鶴屋床廻し　定七の弁
- 幇間　桜川阿善の弁
- 女芸者　大黒屋鶴次の弁
- 柳橋船宿　鶴清抱え船頭　富五郎の弁
- 指切り屋　お種の弁
- 女衒　地蔵の伝蔵の弁
- 小千谷縮問屋　西之屋甚四郎の弁
- 蔵前札差　田之倉屋平十郎の弁
- 詭弁　弄弁　嘘も方便